# Сјуџоу
Сјуџоу (徐州) град је Кини у покрајини Ђангсу. Према процени из 2009. у граду је живело 1.305.432 становника.

## Становништво
Према процени, у граду је 2009. живело 1.305.432 становника.
| 1990.   | 2000.     | 2009.     |
| ------- | --------- | --------- |
| 780.825 | 1.050.755 | 1.305.432 |